# Lovisa Augusti
Pour les articles homonymes, voir Augusti.
Lovisa Sofia Augusti, née Ester Salomon en 1756, morte le 25 juin 1790 à Stockholm (Suède), est une chanteuse d’opéra Suédoise de l'Opéra royal de Stockholm. Elle épouse F. Augusti, violoniste à la chapelle royale. Elle fut membre de l’Académie royale de musique de Suède (1788).